# 吡硫𬭩锌
吡硫鎓锌（Zinc pyrithione）亦称吡啶硫酮锌、奥麦丁锌或活膚鋅，是一种无色固体，在常温中性条件下几乎不溶于水。这种锌的配合物早在20世纪30年代就被合成 并用作外用抗真菌剂或抗菌剂。 吡硫鎓锌被广泛应用于海倫仙度絲等去头皮屑洗髮精之中， 因此也被称为去屑因子。

## 结构
在吡硫鎓锌中，配体是2-巯基吡啶-N-氧化物（CAS# 1121-31-0，吡啶-N-氧化物的衍生物）的共轭碱。配体通过氧和硫与锌形成螯合物（见右侧化学品信息框分子式（上图））。晶体状态下，吡硫鎓锌以二聚体形式存在，每个锌离子与两个硫和三个氧以四方锥形式配合（见右侧化学品信息框球棍结构图（下图，灰色为锌）），在溶液中二聚体因一个氧-锌配位键的断开而解体为两个单体。

## 用途
吡硫鎓锌是良好的杀真菌剂和杀藻剂。吡硫鎓锌通过阻塞质子泵来干扰细胞膜的物质转运工作， 不过实验也表明，真菌可以低浓度情况下自行解毒。
作为抗真菌剂，吡硫鎓锌最著名的用途便是治疗由秕糠马拉癣菌引起的头皮屑和脂溢性皮炎，也包括头皮癣、疥疮和酒糟鼻。 由于IARC将传统的治疗头皮屑和脂溢性皮炎的煤焦油列为第一类致癌物质，吡硫鎓锌成为煤焦油的替代品之一。
虽然吡硫鎓锌能以不超过1.5%的含量加入洗发水（普通海飞丝洗发水中吡硫鎓锌有效成分含量为1%）等日用化学品，但是大剂量接触或食用可能会有致命危险（EU分类T+）。2009年有研究指出，吡硫鎓锌可能导致人类角质形成细胞和黑素细胞的热休克并引起DNA损伤。
由于吡硫鎓锌具有极低的溶解度（约8 ppm），它也被用于户外油漆的防霉或防藻。吡硫鎓锌不可用于羧酸金属盐固化的油漆。当用于水溶性乳胶漆的时候，若水中含铁离子较高，需要先应用隔绝剂除去铁离子。吡硫鎓锌在紫外线照射下分解缓慢，可以在阳光直射的情况下依然长时间保持良好的功效。
3M公司也将吡硫鎓锌加入海绵百洁布之中用作抗菌材料。
2007年，约翰·霍普金斯大学研究人员报道利用吡硫鎓锌可以激活并恢复癫痫病人受损的钾离子通道，具有潜在的治疗癫痫的能力。